# 北原昇
北原 昇（きたはら のぼる、1917年 - 没年不明）は、長野県出身のプロ野球選手。ポジションは二塁手、遊撃手。

## 来歴・人物
松本商業（現・松商学園高等学校）在学中は、甲子園に2回出場（春1回〔1933年〕、夏1回〔1935年〕）。1933年春の大会では、遊撃手として出場し、優秀選手賞を獲得。立教大学進学後も強打者として鳴らし、山本一人（後に南海でチームメイトになる）のライバルとして有名だった。立大卒業後は、ノンプロの台湾実業団を経て、1941年に南海軍に入団。
南海入団後も打棒は衰えず、長打力のある打者として活躍。入団年の1941年こそ国久松一や猪子利男の控えに甘んじたが、シーズン終盤の10月から14試合に出場し、打率.333をマーク。戦争による用具の悪化により、この年のリーグ全体の打率が.201、特に南海は貧打線として知られチーム打率が.195しかなかったことを考えると驚異的な成績だった事が分かる。翌1942年に国久が左翼手、猪子が遊撃手に回った事により、二塁手のレギュラーを獲得。4番を打っていた岩本義行の前を打つ3番打者として、勝負強い打撃でチームに貢献した。特に選球眼に優れており、四球が三振より圧倒的に多かった。また、「苅田久徳以来の名二塁手」として評価された守備の名手でもあった。
しかし、実は南海入団前に結核を患っていた。そのため、マスクを付けて球場入りすることもあったという（チームメイトのエース・神田武夫にも同様のエピソードがある）。1942年8月5日の朝日戦を最後にプロ野球出場は途絶え、その後応召。戦地で持病の結核を悪化させ、戦病死した（正確な没年月日、死没場所は不明）。20代中盤の短い生涯だった。
東京ドーム敷地内にある鎮魂の碑に、彼の名前が刻まれている。

## 詳細情報

### 年度別打撃成績
| 年 度     | 球 団     | 試 合 | 打 席 | 打 数 | 得 点 | 安 打 | 二 塁 打 | 三 塁 打 | 本 塁 打 | 塁 打 | 打 点 | 盗 塁 | 盗 塁 死 | 犠 打 | 犠 飛 | 四 球 | 敬 遠 | 死 球 | 三 振 | 併 殺 打 | 打 率 | 出 塁 率 | 長 打 率 | O P S |
| --------- | --------- | ----- | ----- | ----- | ----- | ----- | -------- | -------- | -------- | ----- | ----- | ----- | -------- | ----- | ----- | ----- | ----- | ----- | ----- | -------- | ----- | -------- | -------- | ----- |
| 1941      | 南海      | 14    | 59    | 51    | 6     | 17    | 3        | 0        | 1        | 23    | 7     | 0     | --       | 2     | --    | 6     | --    | 0     | 1     | --       | .333  | .404     | .451     | .855  |
| 1942      | 南海      | 65    | 281   | 241   | 24    | 60    | 6        | 1        | 1        | 71    | 24    | 14    | 7        | 6     | --    | 30    | --    | 4     | 4     | --       | .249  | .342     | .295     | .637  |
| 通算：2年 | 通算：2年 | 79    | 340   | 292   | 30    | 77    | 9        | 1        | 2        | 94    | 31    | 14    | 7        | 8     | --    | 36    | --    | 4     | 5     | --       | .264  | .352     | .322     | .674  |

### 背番号
- 16 （1941年 - 1942年）[5]